# Hammad ibn Abi Sulayman
Abou Ismaïl Hammad ibn Abi Sulayman al-Achari (arabe: أبو إسماعيل حماد بن أبي سليمان الأشعري) est un tabi'i expert en droit religieux (fiqh), célèbre pour avoir été le principal enseignant d'Abou Hanifa pendant près de 20 ans.

## Biographie

### Entourage
Il était un ancien esclave d'Ibrahim,,, le fils aîné d'Abou Moussa al-Achari, un compagnon (sahabi) de Mahomet.  

### Apprentissage
Il grandit à Koufa, où il apprit la jurisprudence islamique auprès d'Ibrahim an-Nakha'i, au point de devenir le plus connaisseur de ses avis religieux (fatawa). Cependant, il n'étudia pas seulement sa jurisprudence, mais aussi celle de l'imam Al-Cha'bi, un autre élève de Shurayh (ar), Alqamah ibn Qays et Masrouq ibn al-Ajda' (en), qui avaient eux-mêmes pris leur science de deux éminents compagnons : Abdullah ibn Masud et Ali ibn Abi Talib, qui vécurent tous deux à Koufa pendant de nombreuses années, léguant ainsi un héritage juridique considérable aux habitants de ville.  